# Црква рођења Превете Богородице у Мостару
Црква рођења Превете Богородице, позната и као Стара православна црква у Мостару је српска православна црква која се налази у Мостару. Припада епархији захумско-херцеговачкој и приморској, а посвећена је Богородици. Црква се налази источно од центра града у делу Мостара који се зове Бјелушине, на узвишењу изнад остатака Саборне цркве и старе православне школе.

## Опис цркве
У архитектонском смислу, црква представља типичну херцеговачко сакрално здање, једоставне правоугаоне основе, сразмерно малих димензија са унутрашњом полукружном олтарском апсидом. Оријентисана је у правцу исток-запад, улаз у цркву је на западној, а апсида на источној страни објекта. Мерено са спољашње стране, црква је дужине 13,2 м, а ширине 9,2 м. Унутрашње димензије цркве су 12,25 м дужине и 7,75 м ширине. Под цркве је за око 1,5 м нижи од коте околног терена, а на главна врата силази се на осам полукружних степеника. У цркви се налазе четири ступа, па наос цркве изгледа као да је подељен у један средњи и два бочна брода, који се завршавају полуобличастим сводовима изведеним од дрвета, лествица, трске и малтера.
Унутрашњи супови су били урађени од камена тенелије и имали октогонални пресек са сталактитним капителима. Под цркве урађен је од правоугаоних камених плоча које су дијагонално сложене, а улазна врата цркве и капци на прозорима су од гвожђа. Како би повећали молитвени простор, у западном делу цркве као и у бочним бродовима изведена је галерија са дрвеним мушепцима, ослоњена на ступове цркве. Њена ширина у западном делу износила је 3,2 м, док је дужина галерије у попречним бродовима износила 6,35 м.
Осим из централног црквеног простора, галерија је имала и посебан улаз са јужне стране и где је преко степеништа ширине 80 cm било омогућено ући на централни простор и у галерију. Црква је направљена од камена, односно седиментне стене са агрегатом крупније гранулације. Оквири прозора су једноставни и немају декорације, а осетљење галерије решено је са два пара кровних прозора. На улазу су видљива тир мања округла отвора. Улазна врата цркве су ширине 1,2 м и висине 2 м, изнад којих се налази натпис који говори о обнови цркве. Изнад западног зида објекта налази се звоник на преслицу. Десно од улаза у цркву налази се мањи трем. Црквени кров је двоводни и покривен је каменом плочом, док је црквено двориште пространо и ограђено. До Рата у Босни и Херцеговини у цркви је постојао дрвени иконостас, као и већина оригиналног дрвеног намештаја.

## Историјат
Не постоји много старих извора о овој цркви, али је за њу познато да је постојала у 18. веку. Споменици свештеника сахрањених на гробљима Суходолина, Бјелушине и Пашиновац потичу са краја 17. века и потврђују да је црква постојала и пре 18. века. Први помен ове цркве потиче из 18. века у аустријском војничком извештају, где је наведено да се у Мостару уз тадашњу мостарску цркву налазе четири попа. У натпису из 1750. године у коме се оплакује смрт Николе Опухића, истиче се да је о служио у цркви, а да је сада остала само црква. Лука Грђић навео је предање да је на Бјелушинама постајал једна ћелија у којој су се Срби молили, док није освештана у Суводолини. Ћоровић је истакао да је ова ћелија 1832. године била раскопана, како се припремала градња веће цркве. Постоји могућност да су и пре градње ове цркве постојале две богомоље, због споменика монахиња и монаха који су старији од цркве.
Стара православна црква у потпуности је обновљен за време митрополита Јосифа, 1833. године. Ферман за обнову цркве тражили су и добили Срби, а правио је зрадио велики везир Махмуд-паша Бушатлија владици Јосифу и мостарским депутатима, који су том приликом дошли у Сарајево. Након добијања дозволе, срушена је стара грађевине и почеле су припреме на изградњи нове. Након тога, мостарски муслимани побунили су се због изградње православне цркве јер нису могли да се помире са тим да се у Мостару подиже велика црква на брду, односно врху града. Требињски заповедник Хасан-бег Ресулбеговић залагао се да се допусте радови на цркви, а православна општина је за допуштање дала 17500 грошева и обавезала се да цркве не сме бити већа обимом од предашње. Године 1834. објекат је изграђен и освештан у Недељу православља, 1835. године.
Током Рата у Босни и Херцеговини црква је доживела тешка отећења кровне констукције, изгореио је цео ентеријер, укључујући галерију са дрвеним украсним елементима. Реконструкција објекта извршена је 1996. године.
На седници одржаној од 7. до 11. октобра 2003. године, Комисија за очување национални споменика донела је одлуку да се Црква рођења Пресвете Богородице прогласи националним спомеником Босне и Херцеговине. Црква је освештана 17. октобра 2004. године, када је у потпуности обнољена.
Током 2017. године црква је више пута била мета напада, а починиоци никада нису откривени. У мају 2018. године црква је опљачкана и оскрнављена. Украден је новац, икона и више других црквених предмета.